# 新阿莱格里
新阿莱格里是巴西托坎廷斯州的一个市镇。总面积200.105平方公里，总人口2087人，人口密度10.4人/平方公里。